# Wałerij Szyriajew
Wałerij Wiktorowycz Szyriajew, ukr. Валерій Вікторович Ширяєв (ur. 28 sierpnia 1963 w Charkowie) – ukraiński hokeista, reprezentant ZSRR i Ukrainy, olimpijczyk. Trener hokejowy.
Jego syn Evgeni Schiriayev (ur. 1989) także został hokeistą i reprezentantem Szwajcarii.

## Kariera zawodnicza
- Sokił Kijów (1980-1991)
- EHC Biel (1991-1993)
- HC La Chaux-de-Fonds (1993-1996)
- HC Davos (1996-1997)
- HC La Chaux-de-Fonds (1997-2003)
- EV Zug (2003)
- SC Bern (2003-2004)
- SCL Tigers (2004-2005)
- Servette Genewa (2005-2006)
- HC La Chaux-de-Fonds (2006-2008)
- CP Fleurier (2013-2016)

W barwach ZSRR uczestniczył w turniejach mistrzostw świata juniorów do lat 20 edycji 1983, zimowej uniwersjady edycji 1985, mistrzostw świata edycji 1989. W barwach Ukrainy uczestniczył w turniejach mistrzostw świata edycji 1994, 1995 (Grupa C), 1998 (Grupa B), 1999, 2001, 2002, 2003, 2004, zimowych igrzysk olimpijskich 2002.

## Kariera trenerska
- Reprezentacja Ukrainy (2004-2007), asystent trenera
- HC La Chaux-de-Fonds (2008/2009), asystent trenera
- Young-Sprinters HC (2009/2010), asystent trenera
- HC Yverdon les Bains (2009/2010), asystent trenera
- HC Yverdon les Bains (2010/2011), główny trener
- EHC Basel Sharks (2011), asystent trenera
- CP Fleurier (2012-2016), główny trener
- Chaux-de-Fonds U20 (2016-2018), główny trener
- HC Luzern (2016-2018), główny trener

Był w sztabie trenerskim kadry Ukrainy podczas mistrzostw świata edycji 2005, 2006, 2007. Pracował w szwajcarskich klubach. W kwietniu 2020 został ogłoszony głównym trenerem HC Luzern.

## Sukcesy
Reprezentacyjne
- Złoty medal mistrzostw świata juniorów do lat 20: 1983 z ZSRR
- Złoty medal zimowej uniwersjady: 1985 z ZSRR
- Złoty medal mistrzostw świata: 1989 z ZSRR
- Awans do Grupy A mistrzostw świata: 1998 z Ukrainą

Klubowe
- Brązowy medal mistrzostw ZSRR: 1985 z Sokiłem Kijów
- Finał Pucharu Spenglera: 1986 z Sokiłem Kijów
- Złoty medal mistrzostw Szwajcarii: 2004 z SC Bern

Wyróżnienia
- Zasłużony Mistrz Sportu ZSRR w hokeju na lodzie: 1989